# Inhibitory białka NS5A
Inhibitory białka NS5A – grupa wielofunkcyjnych organicznych związków chemicznych, blokujących białko NS5A, które jest niezbędne w procesie replikacji wirusa zapalenia wątroby typu C. Są stosowane w leczeniu wirusowego zapalenie wątroby wywołanego przez wirusa HCV.

## Inbitory białka NS5A
| Nazwa farmaceutyczna | Skrót | Wzór chemiczny | Nazwa preparatu | Inne składniki preparatu | Wrażliwe genotypy wirusa |
| -------------------- | ----- | -------------- | --------------- | ------------------------ | ------------------------ |
| daklataswir          | DCV   |                | Daklinza        | –                        | 1, 3, 4                  |
| elbaswir             | EBR   |                | Zepatier        | grazoprewir              | 1a, 1b, 4                |
| ledypaswir           | LDV   |                | Harvoni         | sofosbuwir               | 1, 3, 4, 5, 6            |
| ombitaswir           | OBV   |                | Viekirax        | parytaprewir i rytonawir | 1a, 1b, 4                |
| pibrentaswir         | PIB   |                | Maviret         | glekaprewir              | 1–6                      |
| welpataswir          | VEL   |                | Epclusa         | sofosbuwir               | 1–6                      |

## Mechanizm działania

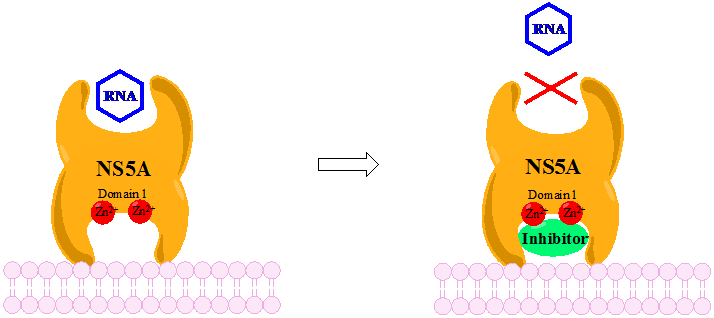
Postulowany mechanizm działania inhibitorów białka NS5A

Fosfoproteina NS5A, składająca się z trzech domen, bierze udział w replikacji kwasów rybonukleinowych (RNA) wirusa zapalenia wątroby typu C, częściowo poprzez interakcję z wirusową polimerazą RNA zależną od RNA. Leki z grupy inhibitorów białka NS5A wiążą się z pierwszą domeną tego białka, uniemożliwiając związanie się z nim wirusowego RNA.

## Zastosowanie
Leczenie wirusowego zapalenia wątroby typu C. Terapia bezinterferonowa powinna być złożona z dwóch lub trzech leków – inhibitorów proteazy NS3, polimerazy NS5A i białka NS5B z ewentualnym uzupełnieniem o rybawirynę. W populacji polskiej występują w przeważającej większości cztery genotypy wirusa (1b, 3, 4, 1a). 

## Oporność na leki
Substytucje warunkujące oporność (ang. resistance associated substitution, RAS) występują naturalnie u 10–50% nieleczonych osób zakażonych wirusem zapalenia wątroby typu C, a u tylko u 2,5% występują substytucje zwiększające oporność ponad stukrotnie. W wyniku stosowania terapii skojarzonej co najmniej dwoma lekami przeciwwirusowymi odsetek nawrotów uprzednio nieleczonych pacjentów wynosi <5%. 